# Winston (namn)
Winston är ett engelskt namn som härrör från fornengelskans wynnstān 'god/gynnsam sten'. Namnet är vanligast i engelskspråkiga länder. Namnet används både som efternamn och som manligt förnamn.
I den finlandssvenska namnsdagslängden har Winston namnsdag 14 juni sedan 2025.

## Personer med förnamnet Winston
- Winston Blackmore, kanadensisk mormonledare och polygamist
- Winston Churchill, brittisk premiärminister
- Winston Graham, brittisk författare
- Winston Peters, politiker från Nya Zeeland
- Winston Reedy, brittisk sångare
- Winston Zeddemore, fiktiv figur i Ghostbusters